# Łobnoje miesto

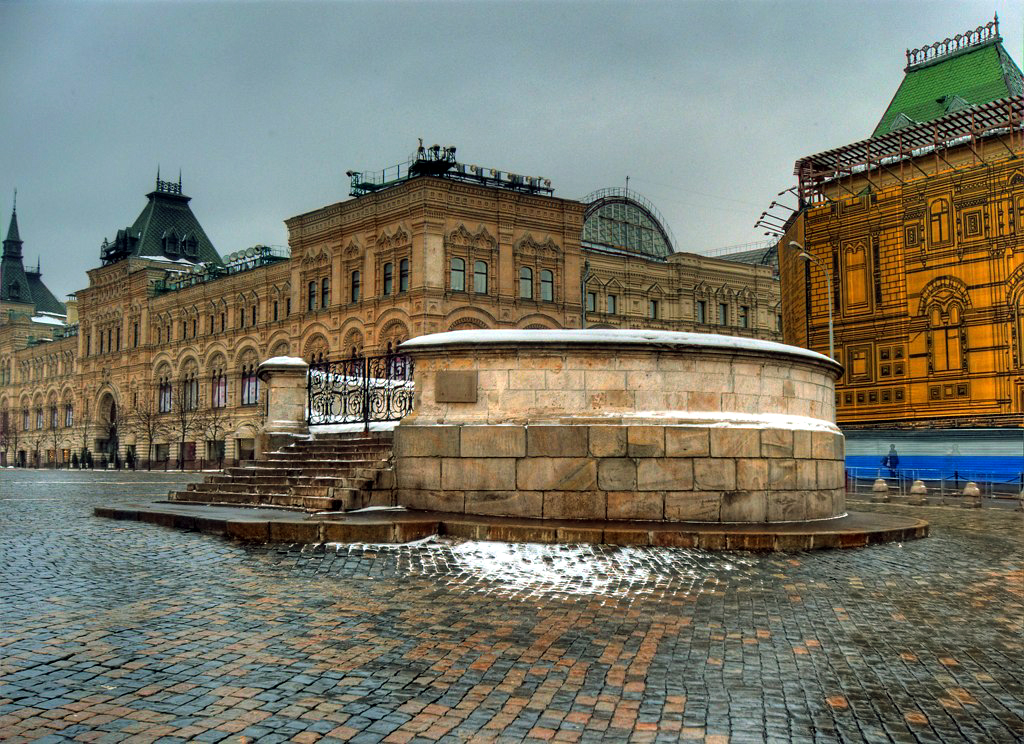
Łobnoje miesto

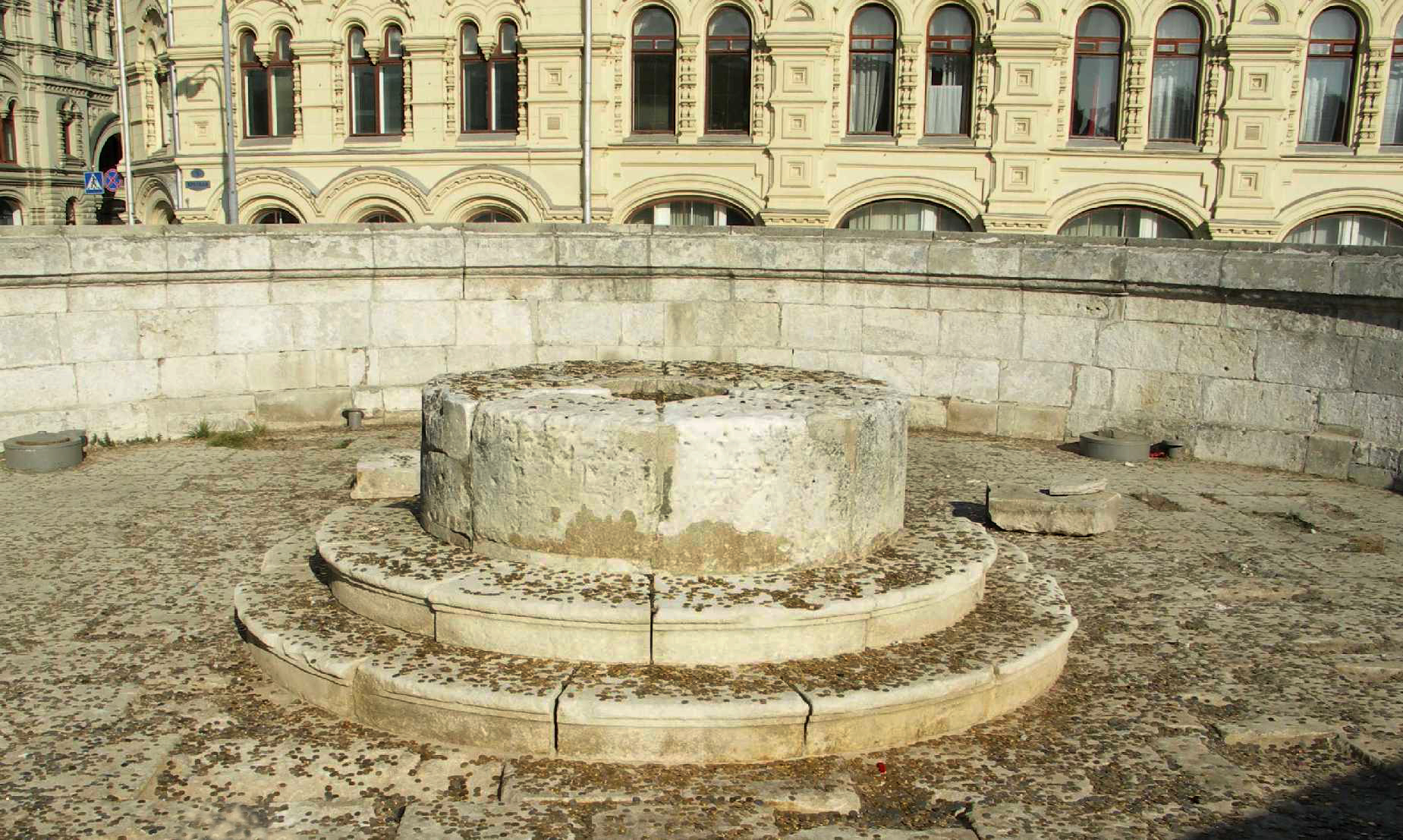
Widok od wnętrza

Łobnoje miesto (ros. Лобное место, w dosłownym tłumaczeniu „miejsce czołowe”) – zabytek architektury rosyjskiej, znajdujący się w Moskwie na placu Czerwonym. Jest to okrągły taras otoczony pełną kamienną balustradą.
Pochodzenie nazwy pozostaje sporne. Według jednej z wersji oznacza ona „miejsce, gdzie ścinano łby”. Inna wersja wywodzi nazwę z języka cerkiewnosłowiańskiego lub z języka greckiego („Golgota” – wzgórze czaszki). Tradycyjnie uważano, że łobnoje miesto było szafotem, na którym ścinano skazańców. W rzeczywistości w tym miejscu prawie nigdy nie dokonywano egzekucji, natomiast z tego miejsca ogłaszano carskie ukazy. Wyjątkowo w tym miejscu stracono w roku 1682 raskolnika Nikitę Pustoswiata, a w roku 1698 uczestników buntu strzelców.
Powstanie łobnojego miesta jest według przekazów związane z wybawieniem Moskwy od najazdu Tatarów w roku 1521. Po raz pierwszy jest wspominane w latopisach w 1549 roku, kiedy to car Iwan Groźny z tego miejsca wezwał bojarów do zgody.
Łobnoje Miesto było też miejscem ceremonii religijnych. Dzisiejszy wygląd łobnoje miesto zawdzięcza przebudowie 1786 roku według projektu architekta Matwieja Kazakowa. Wejście na taras prowadzi po 11 stopniach, zamknięte jest ozdobną żelazną kratą z furtką. 1 maja 1919 na łobnojem miescie ustawiono drewniany pomnik Stienki Razina. 25 sierpnia 1968 koło łobnojego miesta odbyła się demonstracja solidarności z Czechosłowacją.